# Edmond Tapsoba
Edmond Fayçal Tapsoba, född 2 februari 1999 i Ouagadougou, är en burkinsk fotbollsspelare som spelar för Bayer Leverkusen. Han representerar även det burkinska landslaget.